# Coming Up (음반)
| 전문가 평가               | 전문가 평가 |
| 평가 점수                 | 평가 점수   |
| 출처                      | 점수        |
| ------------------------- | ----------- |
| AllMusic                  | [ 1 ]       |
| Entertainment Weekly      | B+          |
| The Guardian              | [ 3 ]       |
| NME                       | 8/10        |
| The Philadelphia Inquirer | [ 5 ]       |
| Pitchfork                 | 7.9/10      |
| Q                         | [ 7 ]       |
| Rolling Stone             | [ 8 ]       |
| Select                    | 4/5         |
| Spin                      | 8/10        |

《Coming Up》은 1996년 9월 2일, 누드 레코드를 통해 발매된 영국의 얼터너티브 록 밴드 스웨이드의 세 번째 음반이다. 이 음반은 리처드 오크스로 교체된 기타리스트 버나드 버틀러가 떠난 이후 밴드의 첫 번째 음반이었다. 또한 키보디스트 닐 코들링 (사이먼 길버트의 사촌)도 밴드에 추가되었다. 이 음반은 1997년 머큐리상 후보에 올랐다. 상업적이고 비판적인 성공을 거둔 《Coming Up》은 이 밴드가 영국 음반 차트에서 두 번째로 1위를 차지했으며, 5개의 톱 10 싱글을 프로듀싱했으며 국내와 미국에서 호평을 받았다. 《Coming Up》은 캐나다, 유럽, 아시아와 같은 전 세계 관객들에게 스웨이드를 소개한 음반이다.

## 배경
기타리스트 버나드 버틀러가 탈퇴하고 《Dog Man Star》와 그 싱글로 상업적인 성공을 거두지 못한 후, 스웨이드는 오아시스, 블러, 펄프가 각광을 받으면서 영국 음악 언론에 의해 어느 정도 경질되고 있었다. 리더 브렛 앤더슨은 새 음의 사운드가 《Dog Man Star》와 완전히 반대되는 것이 될 것이라고 결정했다. "저는 다음 음반은 사실 꽤 간단할 것이라고 생각합니다. 저는 정말 직설적인 팝 음반을 쓰고 싶어요. 10개만 맞았어요." 버틀러를 대신할 기타리스트는 17살의 리처드 오크스로, 그는 그 배역에 500명의 다른 지원자들을 물리쳤다. 다른 모든 사람들처럼 그 일자리에 지원하는 대신, 오크스는 스웨이드 팬클럽에 보낸 즉석 데모 테이프의 힘으로 오디션을 받았다. 오크스의 새로운 역할과 밴드의 원기 회복된 정신에도 불구하고 앤더슨은 투어에 지쳤고 새로운 작사 파트너와 함께 스튜디오로 돌아가고 싶어했다. 그는 "밴드에 의해 만들어지지 않은 음반을 투어하는 것은 정말 재미가 없어지고 있었다"고 회상했다. 당시 스웨이드는 투어에 지쳐있었고, 이는 B-사이드 〈Have You Ever Been This Low〉에 반영되었다.

## 상업적 성과
《Coming Up》은 상업적인 성공을 거두었다. 이 음반은 영국에서 5개의 톱 10 싱글을 발매했고 영국 음반 차트에서 1위를 차지했다. 이 음반은 1997년 1월 영국 축음기 협회에 의해 플래티넘 인증을 받았다. 1997년 7월, 현재 영국에서 425,000장이 팔렸다. 《Coming Up》이 나중에 발매되는 미국을 제외하고, 연말 전 세계 판매량은 약 60만 개였으며, 상위 시장은 영국, 스칸디나비아, 일본이다. 1998년까지 전 세계 판매량은 150만 장에 달했다. 그러나 미국에서 전 세계 판매량의 비중은 1집 판매량보다 훨씬 낮았다. 닐슨 사운드스캔에 따르면, 《Coming Up》은 2008년 9월, 현재 미국에서 약 40,000장이 팔렸다. 이 음반은 스칸디나비아에서 잘 팔렸고, 〈Trash〉는 이 밴드의 첫 해외 1위 싱글이 되었고, 핀란드 차트에서 1위를 차지했다. 이 음반은 스웨덴과 덴마크에서 모두 1위, 노르웨이에서 3위를 차지했다. 이 음반은 노르웨이에서는 골드, 스웨덴에서는 플래티넘 인증을 받았다. 앤더슨은 "그들은 모두 우울한 섹스 매니아이거나 뭐 그런 것 때문에 스칸디나비아에서 열광했다"고 말하며, 그들이 새롭게 찾은 인기의 재미있는 측면을 보았다.

## 곡 목록
모든 곡들은 특별한 언급이 없는 한 브렛 앤더슨과 리처드 오크스에 의해 작사/작곡하였다.
| #   | 제목                         | 작사·작곡         | 재생 시간 |
| --- | ---------------------------- | ----------------- | --------- |
| 1.  | 〈Trash〉                    |                   | 4:06      |
| 2.  | 〈Filmstar〉                 |                   | 3:25      |
| 3.  | 〈Lazy〉                     | 앤더슨            | 3:19      |
| 4.  | 〈By the Sea〉               | 앤더슨            | 4:15      |
| 5.  | 〈She〉                      |                   | 3:38      |
| 6.  | 〈Beautiful Ones〉           |                   | 3:50      |
| 7.  | 〈Starcrazy〉                | 앤더슨, 닐 코들링 | 3:33      |
| 8.  | 〈Picnic by the Motorway〉   |                   | 4:45      |
| 9.  | 〈The Chemistry Between Us〉 | 앤더슨, 코들링    | 7:04      |
| 10. | 〈Saturday Night〉           |                   | 4:32      |

## 인증
| 국가                                                  | 인증     | 판매량/출하량 |
| ----------------------------------------------------- | -------- | ------------- |
| 노르웨이 (IFPI 노르웨이)                              | 골드     | 25,000*       |
| 스웨덴 (GLF)                                          | 플래티넘 | 100,000^      |
| 영국 (BPI)                                            | 플래티넘 | 300,000^      |
| *판매량을 기반으로 한 인증 ^출하량을 기반으로 한 인증 |          |               |